# Wolfgang Einmahl
Wolfgang Einmahl (* 5. März 1944 in Euba; † 30. Mai 1987 in Karl-Marx-Stadt) war ein deutscher Maler und Grafiker.

## Leben und Werk
Einmahl absolvierte bis 1962 eine Lehre als Werkzeugmacher. Von 1967 bis 1972 arbeitete er als Plakatmaler. Daneben bildete er sich autodidaktisch und durch die Teilnahme an Zirkeln des künstlerischen Volksschaffens weiter, u. a. bei Michael Morgner. Ab 1973 arbeitete er in Karl-Marx-Stadt freischaffend als Maler und Grafiker. Er gehört zu den Künstlern, die das künstlerische Klima der Stadt entschieden mit beeinflussten. 1974 wurde Einmahl Mitglied des Verbands Bildender Künstler der DDR. Er blieb sein Leben lang künstlerischer Autodidakt. Neben seiner künstlerischen Arbeit war Einmahl auch Lehrer an der Abendschule in Auerbach.
Er beteiligte sich u. a. 1981 am 1. Keramiksymposium der Maler und Graphiker des Bezirks Karl-Marx-Stadt in Waldenburg.
Einmahl unternahm Studienreisen in die UdSSR, nach Polen und in die CSSR.
Seit den 1960er Jahren schuf er laut Werkverzeichnis etwa 300 Arbeiten. Werke Einmahls befinden sich u. a. in der Neuen Sächsischen Galerie Chemnitz.

## Werke (Auswahl)
- Landwirtschaftliches Großprojekt (Öl auf Hartfaser, 1974)[2]
- Industriebau (Öl auf Leinwand, 120 × 148 cm, 1978; Kunstarchiv Beeskow)
- Urteil des Paris (Öl auf Hartfaser, 89 × 123 cm, 1981/1982; Neue Sächsische Galerie Chemnitz)[3]

## Ausstellungen (unvollständig)

Retrospektive Wolfgang Einmahl in der Neuen Sächsischen Galerie Chemnitz 2008

### Einzelausstellungen
- 1978: Karl-Marx-Stadt, Galerie Oben (mit Sabine Grzimek)
- 2008/09: Chemnitz, Neue Sächsische Galerie (Retrospektive)

### Ausstellungsbeteiligungen
- 1974, 1979 und 1985: Karl-Marx-Stadt, Bezirkskunstausstellungen
- 1976: Karl-Marx-Stadt, Städtische Museen („Jugend und Jugendobjekte im Sozialismus“)
- 1976: Frankfurt/Oder, Galerie Junge Kunst („10 junge Künstler aus Karl-Marx-Stadt“)
- 1977/1978: Dresden, VIII. Kunstausstellung der DDR
- 1978: Frankfurt/Oder, Galerie Junge Kunst („Junge Künstler der DDR“)
- 1983: Leipzig, Messehaus am Markt („Kunst und Sport“)
- 1985: Erfurt, Gelände der Internationalen Gartenbauausstellung („Künstler im Bündnis“)